# ریچارد ال. نوبرگر
ریچارد لوئیس نوبرگر (به انگلیسی: Richard Lewis Neuberger) سناتور سابق عضو حزب دموکرات ایالات متحده آمریکا بود. وی در سال ۱۹۵۵ تا ۱۹۶۰ میلادی سناتور ایالت اورگن در سنای ایالات متحده آمریکا بود.